# Rejon wierchniedźwiński
Rejon wierchniedźwiński (hist. rejon dryssieński, biał. Верхнядзві́нскі раён, Wierchniadzwinski rajon, ros. Верхнедвинский район, Wierchniedwinskij rajon) – rejon w północnej Białorusi, w obwodzie witebskim. Leży na terenie dawnego powiatu drysieńskiego.

## Geografia
Rejon wierchniedźwiński ma powierzchnię 2140,76 km². Lasy zajmują powierzchnię 899,31 km², bagna 76,11 km², obiekty wodne 112,17 km².